# Handel in exotische dieren

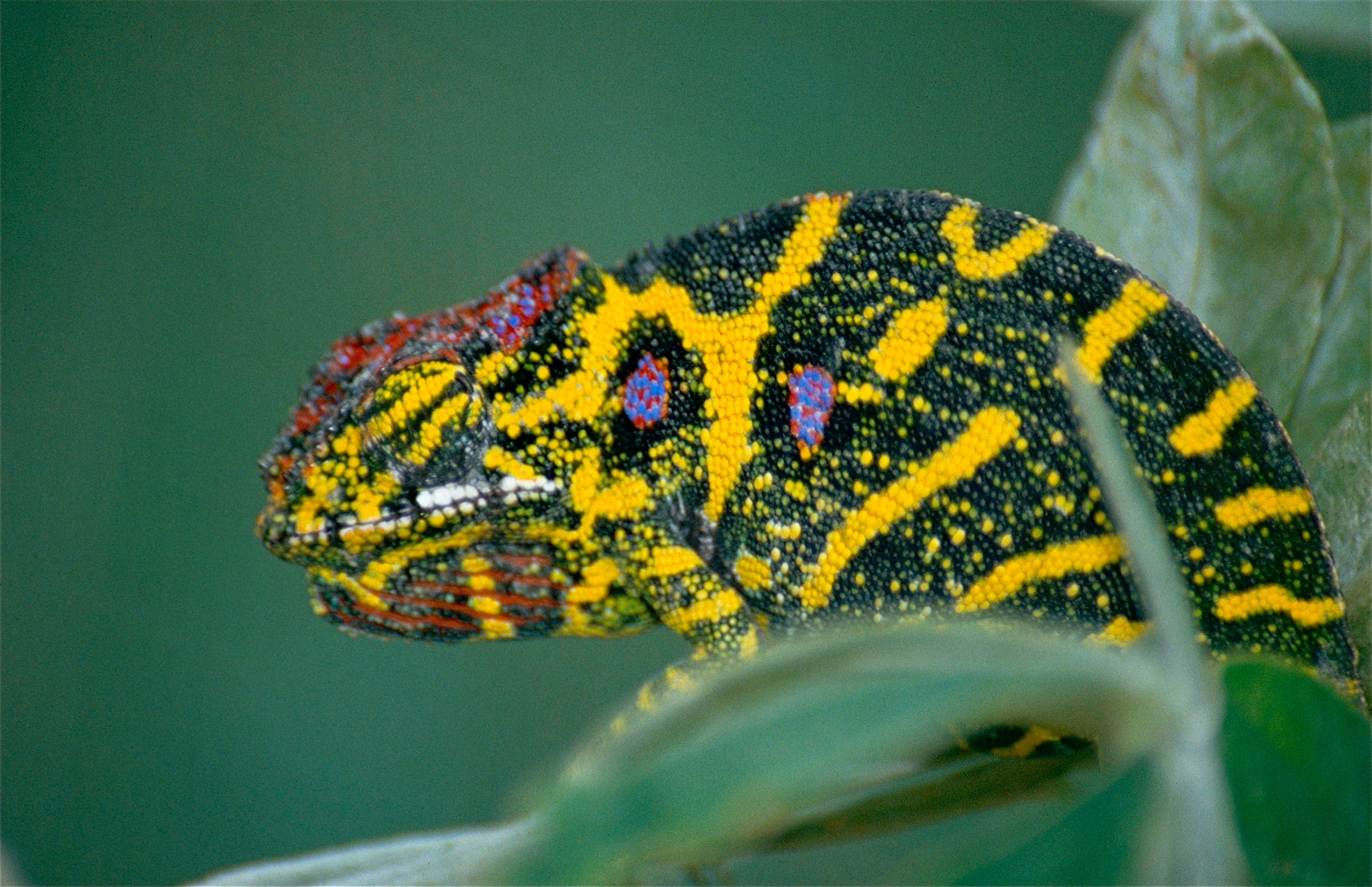
Vrouwtje van Furcifer minor, een met uitsterven bedreigde kameleonsoort uit Madagaskar

De handel in exotische dieren is de internationale handel in dieren die niet of slechts op zeer beperkte schaal in gevangenschap worden gekweekt. Het gaat in de praktijk voornamelijk om sommige soorten zoogdieren en vele soorten vogels, reptielen, amfibieën en geleedpotigen. Sommige van deze dieren worden door de lokale bevolking als plaag gezien en komen algemeen voor zoals roofwantsen, schorpioenen, vogelspinnen en wandelende takken. Andere soorten, zoals bepaalde papegaaien, gekko's en kameleons, worden sterk bedreigd ten gevolge van de internationale dierenhandel.